# Jasmine Thompson
Jasmine Ying Thompson (Londres, 8 de novembre del 2000), coneguda com a Jasmine Thompson, és una cantant anglesa i compositora del Centre de Londres. Jasmine s'ha donat a conèixer gràcies al seu canal de YouTube, en el qual té més de 3 milions de subscriptors i més de 500 milions de vistes.
Jasmine va fer un cover de la cançó Ain't Nobody, de l'artista nord-americana Chaka Khan, que va arribar al lloc 32 en UK Singles Chart després de ser presentat en una publicitat per a la cadena de supermercats Sainsbury, , Ain't Nobody també va arribar al lloc 32 a Escòcia.

## Carrera musical
El juliol de 2013, Jasmine va llançar un cover de la cançó La La La, de Naughty Boy. L'agost va llançar tres covers més: un de Taylor Swift, Everything Has Changed (en dúo amb Gerald Ko), un altre de la cançó Let Her Go, del cantant Passenger, i un més de la cançó Titanium, de David Guetta. Al setembre del mateix any va llançar el seu àlbum Bundle of Tantrums, en què incorpora aquests senzills.
A l'octubre de 2013 va llançar el seu primer EP, anomenat Under the Willow Tree. El juliol de 2014, Jasmine va acompanyar Cody Simpson en la seva gira. Després de la seva visita a Birmingham, va publicar una foto a Twitter, donant les gràcies als seus seguidors pel seu suport durant la gira.
Al setembre de 2014, el cover de Jasmine de Everybody Hurts va ser utilitzat en el tràiler de tardor de la BBC per a EastEnders. El tràiler mostrava els personatges Kat Moon, Sharon Watts i Linda Peacock cantant la lletra del cover.
El 25 de maig de 2015, Jasmine Thompson va anunciar, a través de la seva pàgina de Facebook, que havia firmat un contracte amb Atlantic Records. Jasmine va llançar el seu primer senzill d'un àlbum propi, titulat Adore.